# Ivan Fjodorovič Kruzenštern

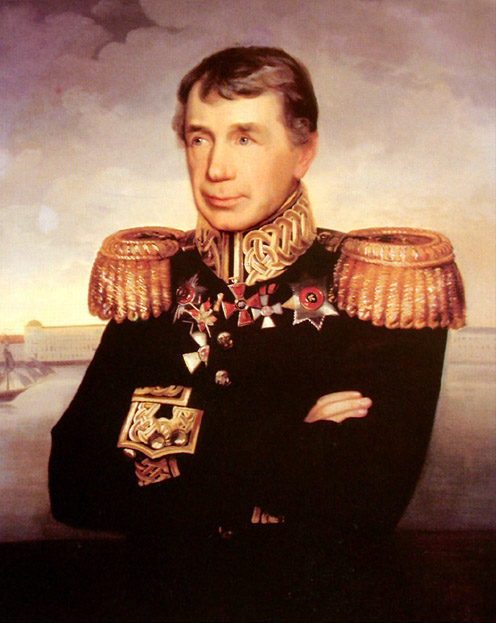
Ivan Fjodorovič Kruzenštern, admirál ruského carského námořnictva

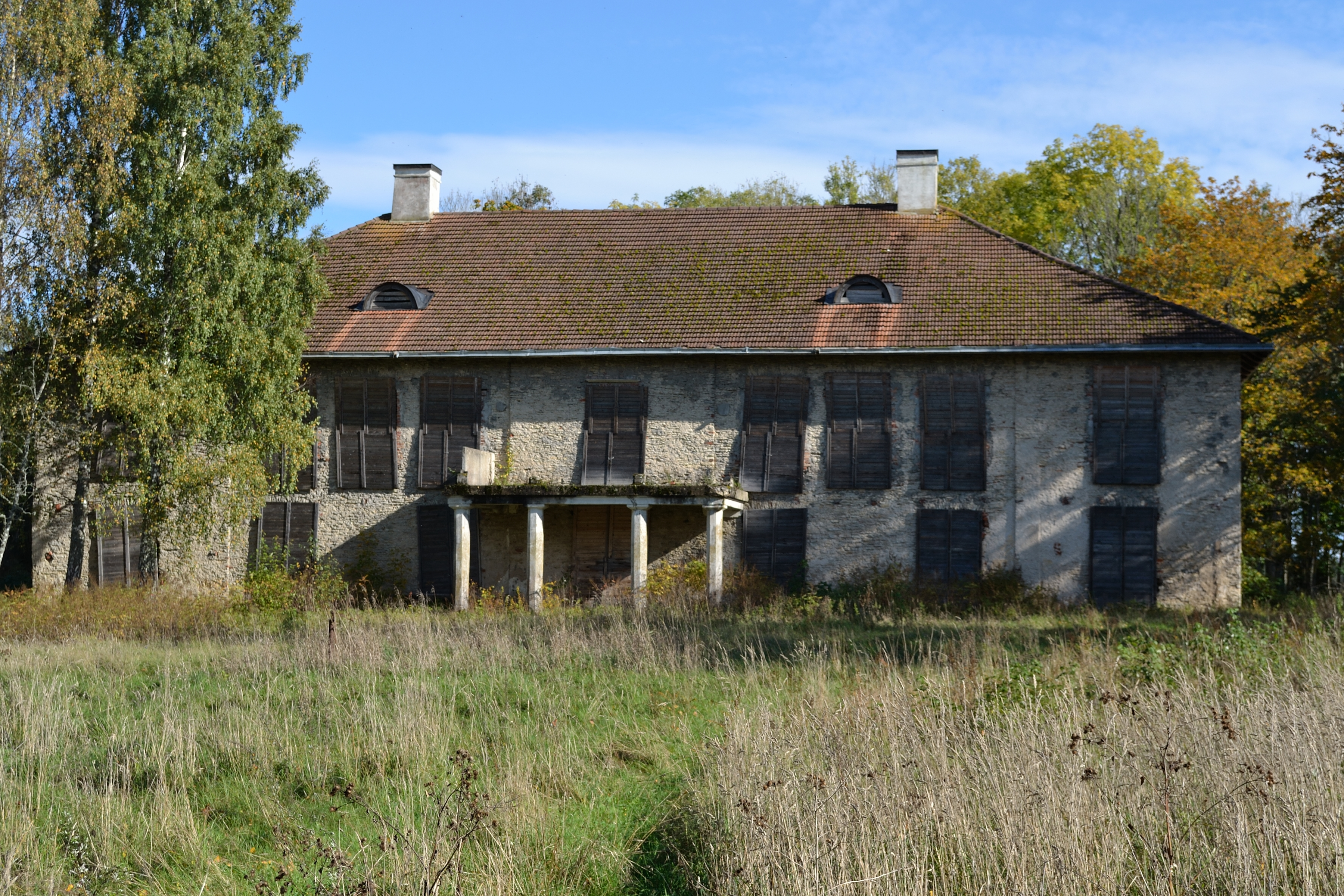
Hagudi – Kruzenšternovo rodné panství v obci Rapla, kraj Harjumaa na severu Estonska

Ivan Fjodorovič Kruzenštern (rusky Иван Фёдорович Крузенштерн; 19. listopadu 1770, Hagudi, Estonská gubernie, Ruské impérium – 24. srpna 1846, Kiltsi, tamtéž), vlastně Adam Johann von Krusenstern, byl ruský mořeplavec, později admirál, čestný člen Ruské akademie věd a řádný člen Královské švédské akademie věd. Proslavil se provedením první úspěšné ruské plavby kolem světa, při níž vyvrátil některé domněnky o neexistujících ostrovech.

## Život
Kruzenštern pocházel z rodu baltskoněmecké šlechty švédského původu (von Krusenstjerna), mající své statky v Estonsku. Rodina zůstala na svém panství i po zabrání Pobaltí Ruskem (1721) a vstoupila do carských služeb. Kariéra mladého Ivana/Adama postupovala obvyklou cestou: od kadeta přes gardového námořníka až po poručíka, kteroužto hodnost si vysloužil ve válce se Švédy. Roku 1793 byl vyslán „na praxi“ do Anglie a na britských lodích poznal postupně severoamerické pobřeží i Karibské moře a dostal se až do Indie a Číny.

### Cesta kolem světa

#### Vyplutí
Výprava měla na lodích Něva a Naděžda měla dopravit na Aljašku zboží a potraviny a na zpáteční cestě prodat v Číně americké kožešiny. Kromě toho byla pověřena i dalšími politickými a vědeckými úkoly. S pomocí nejmodernějších navigačních a astronomických přístrojů měla zkoumat splavnost moří a provádět oceánografické pozorování, popsat břehy Sachalinu i ústí Amuru a pořídit sbírky minerálů a rostlinstva zemí, které navštíví. Přestože nešlo o vojenskou expedici, byly obě lodi v době, kdy se v Evropě nepřetržitě válčilo, pro každý případ poměrně silně vyzbrojeny.
Kruzenšternův druh Jurij Lisjanskij (1773–1837), velitel 350tunové Něvy, byl rovněž ostřílený námořní důstojník. Vyznal se výtečně v astronomii, kartografii i matematice a jeho dosavadní dráha se téměř do detailu podobala Kruzenšternově.

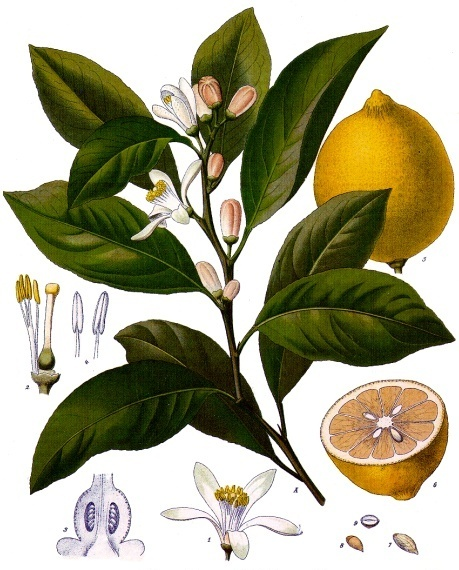
Citron – zaručený prostředek proti kurdějím

První křest prodělaly obě lodi v silné bouři cestou do Anglie. Dalším cílem po týdenní zastávce na Kanárských ostrovech byla už Jižní Amerika. Díky čerstvé stravě, hlavně citronům a tykvím, které dal Kruzenštern opatřit, neonemocněl během plavby jediný námořník kurdějemi. Nutné opravy na Něvě zdržely výpravu šest neděl u ostrova Sv. Kateřiny poblíž brazilského Santa Cruzu. Tohoto času však bohatě využili přírodovědci. Při obeplouvání mysu Hoorn museli ruští námořníci bojovat s celou sérií těžkých bouří a Tichý oceán je poté přivítal pošmourným počasím a silným větrem. Dne 24. března oddělila obě lodi od sebe další bouře a mlha. Setkaly se až po sedmitýdenním odloučení u největšího z Markézských ostrovů, Nuku Hivy. Od Markéz zamířily ruské lodi k Havajským ostrovům, kde se jejich cesty rozdělily: Něva se vydala k aljašským břehům, Naděžda ke Kamčatce. Kruzenštern učinil cestou ještě jeden pokus nalézt jihovýchodně od Japonska legendární „ostrovy zlata a stříbra“. Dopadl však stejně jako jeho předchůdci.

#### Významné objevy
V polovině července roku 1804 spustila Naděžda kotvy v petropavlovském přístavu. Po vyložení nákladu a doplnění zásob ji čekal nový důležitý úkol – počátkem září vyplula k japonským břehům. Cesta k jihu podél východního pobřeží japonských ostrovů byla málo známá, ztěžovaly ji lijáky a husté mlhy a jednou ohrožoval loď dokonce tajfun. Teprve po měsíci dorazila do nagasackého přístavu. Japonci se tvářili jako uctiví a vlídní hostitelé, ale s ruskou posádkou zacházeli jako ze zajatci. Po půlročním ponižujícím čekání odmítl císař pověřující listiny i dary ruského vyslance a přísně zakázal dalším ruským lodím plavbu v japonských vodách.
Zpáteční cestu podnikl Kruzenštern neznámým mořem podél západních japonských břehů, zmapoval přitom pobřeží Honšú a Hokkaida, La Pérousovým průlivem pronikl k jižnímu okraji Sachalinu a poblíž Kurilských ostrovů málem ztroskotal na podmořských útesech.
Zatímco čekal v Petropavlovsku na loď Konstantin s nákladem amerických kožešin, rozhodl se využít volného času k dořešení dvou otázek, jejichž zodpovězení přenechal La Pérouse svým následovníkům: je-li Sachalin spojen nějakou šíjí s pevninou a kudy vtéká Amur do moře a jak by bylo možno využít tohoto veletoku pro spojení sibiřských končin s Tichým oceánem. Kruzenštern začal průzkumem a mapováním východního pobřeží Sachalinu. V úzkém a mělkém Tatarském průlivu musel bojovat se silným proudem téměř sladké vody, z čehož usoudil, že ústí Amuru není daleko a za ním je zřejmě písečná šíje, spojující Sachalin s asijským břehem. Vinou nedostatečného průzkumu se dopustil hrubého omylu a jeho domněnka o poloostrovním charakteru Sachalinu přežívala ještě několik desetiletí. Teprve roku 1849 ji vyvrátil další ruský kapitán Gennadij Ivanovič Něvelskoj.

#### Návrat
Po návratu z Ochotského moře se Naděžda s nákladem kožešin vydala k čínským břehům, přičemž se jejímu kapitánovi podařilo „smazat z mapy“ několik ostrovů, pouhých výplodů bujné fantazie španělských a portugalských mořeplavců. Dne 20. listopadu 1805 zakotvila v portugalském Macau, kam o dva týdny později dorazila i Něva. Ruské lodi vyměnily v Macau a Kantonu své kožešiny za čaj, porcelán a jiné čínské zboží a vydaly se přes Jihočínské moře a Sundský průliv do Indického oceánu. Poblíž mysu Dobré naděje se ztratily jedna druhé v mlze a do Ruska se proto vrátily odděleně. Kruzenštern se objevil v Kronštadtu po třech letech a dvanácti dnech 19. srpna 1806, o celých čtrnáct dní později než Lisjanskij, jehož cesta je pozoruhodná především tím, že z Číny až do Anglie doplul jako první kapitán v dějinách námořní plavby bez jediného mezipřistání.

### Smrt
První ruská plavba kolem světa otevřela novou námořní cestu z baltského Kronštadtu přes Indii a Čínu do vzdálené „ruské Ameriky“ a stala se cennou životní školou pro budoucí velké ruské mořeplavce, například pro Bellingshausena či Kotzebueho. Na vrcholu své kariéry velel Kruzenštern sboru námořních kadetů, stál u zrodu Ruské geografické společnosti a na základě dostupných poznatků o Tichomoří sestavil detailní atlas Oceánie. Ivan Fjodorovič Kruzenštern zemřel 24. srpna 1846 na malárii.